# Cardamine tenera
Cardamine tenera là một loài thực vật có hoa trong họ Cải. Loài này được S.G.Gmel. ex C.A.Mey. mô tả khoa học đầu tiên năm 1831.